# Crisenoy
Crisenoy ist eine französische Gemeinde mit 595 Einwohnern (Stand 1. Januar 2022) im Département Seine-et-Marne in der Region Île-de-France. Der Ort in der Brie ist über die Landstraße D130 zu erreichen.

## Sehenswürdigkeiten
- Kirche Saint-Pierre, erbaut ab dem 12. Jahrhundert (siehe auch: Liste der Monuments historiques in Crisenoy)

## Weblinks

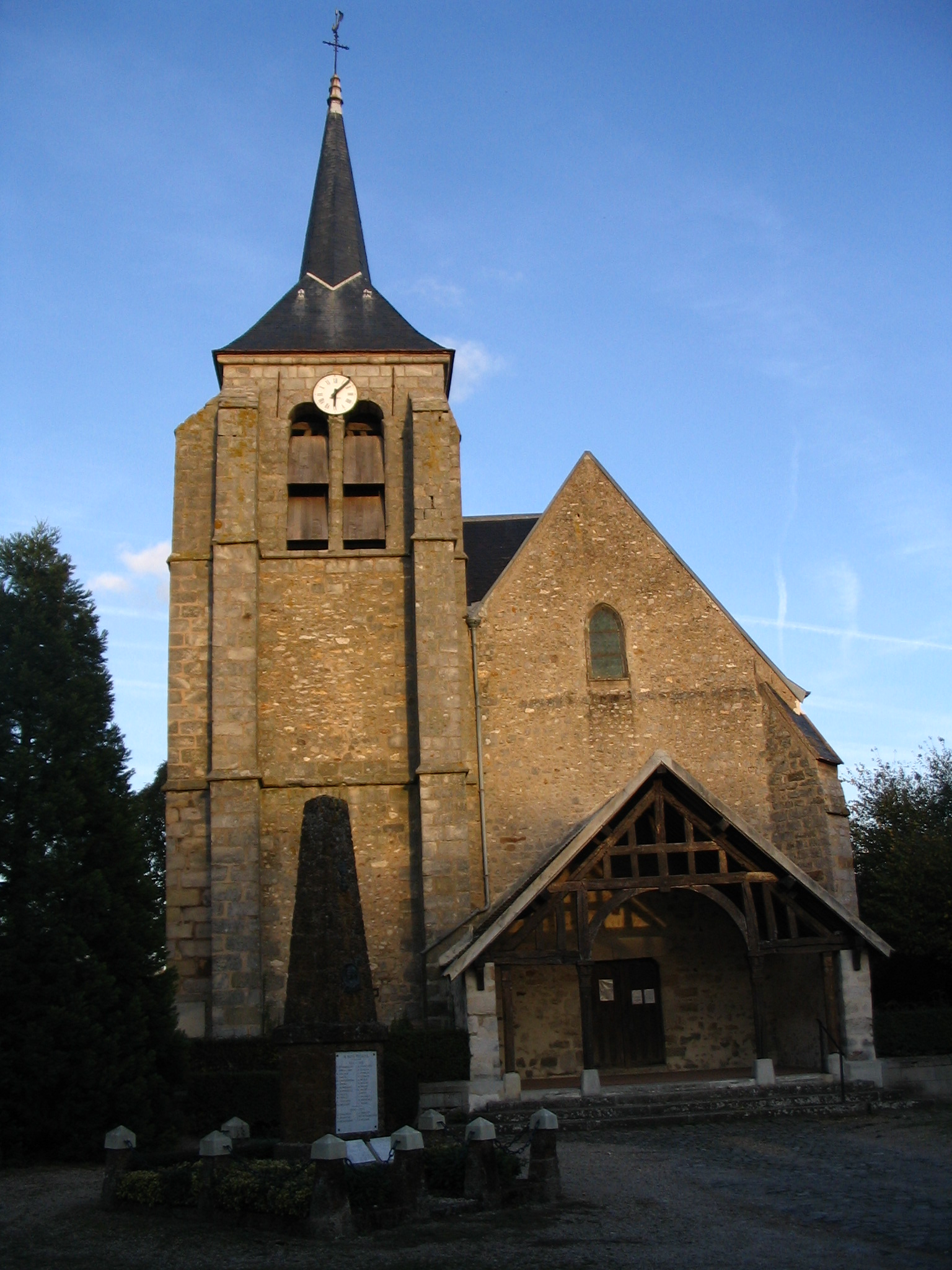
Kirche Saint-Pierre